# Rancho Sandoval
Rancho Sandoval är en ort i Mexiko.   Den ligger i kommunen Tecate och delstaten Baja California, i den nordvästra delen av landet, 2 300 km nordväst om huvudstaden Mexico City. Rancho Sandoval ligger 552 meter över havet och antalet invånare är 175.
Terrängen runt Rancho Sandoval är huvudsakligen lite kuperad. Rancho Sandoval ligger nere i en dal. Runt Rancho Sandoval är det glesbefolkat, med 20 invånare per kvadratkilometer. Närmaste större samhälle är Tecate, 4,2 km väster om Rancho Sandoval. Omgivningarna runt Rancho Sandoval är i huvudsak ett öppet busklandskap.